# لاندو الرابع من كابوا
لاندو الرابع كان آخر حاكم لومباردي مستقل في إيطاليا. كان أمير كابوا بعد أن قاد تمردًا محليًا لمواطني المدينة ضد الأمير النورماني ريتشارد الثاني الذي كان قاصرًا في 1091. فر ريتشارد إلى أفيرسا وحكم لاندو الإمارة من دون تدخل حتى 1098 عندما أصبح ريتشارد بالغًا وجند الحلفاء لاستعادة السيطرة على عاصمته وإمارته. بمعونة من روجر بورسا دوق بوليا والكونت روجر الأول من صقلية، نجح ريتشارد في حصار المدينة واستعاد السيطرة عليها معترفًا بسلطة روجر بورسا. مصير لاندو غير معروف، حيث أنه ومع إبعاده، انتهى حكم اللومبارد لجنوب إيطاليا بينما كان جيزولف الثاني من ساليرنو آخر الحكام اللومبارد قبله في عام 1078.